# Indira Chuda
Indira Chuda (* 7. Februar 1974 in Hamburg) ist eine deutsche Politikerin (SPD) und seit 2025 Mitglied der Hamburgischen Bürgerschaft.

## Leben
Chuda wurde am 7. Februar 1974 in Hamburg geboren und absolvierte ihr Abitur im Jahr 1993 an der Jürgen-Fuhlendorf-Schule in Bad Bramstedt. Von 1993 bis 1995 studierte sie an der Christian-Albrechts-Universität zu Kiel Historische Musikwissenschaft, Anglistik und Pädagogik. Im Anschluss studierte sie bis 2001 Lehramt mit Schwerpunkt Musik und Theologie. Seit 2004 arbeitet sie als freiberufliche Instrumentallehrerin und seit 2017 als angestellte Lehrkraft im Hamburger Schuldienst.
Chuda engagiert sich seit 1996 in der SPD. Sie ist stellvertretende Vorsitzende des SPD-Ortsverbandes Fuhlsbüttel/Ohlsdorf/Klein Borstel und Beisitzerin im Kreisvorstand der SPD Hamburg-Nord.
Bei der Bürgerschaftswahl 2025 zog Chuda über den Wahlkreis 10 Fuhlsbüttel – Alsterdorf – Langenhorn in die Hamburgische Bürgerschaft ein. Seit ihrem Einzug in die Hamburgische Bürgerschaft ist sie Fachsprecherin für LSBTIQ.